# Corte de Apelação de Scania e Blekinge
O Tribunal de Apelação de Scania e Blekinge é um dos seis tribunais de recurso do sistema jurídico sueco .